# Nabisco Masters 1987 - Doppio
Il doppio del torneo di tennis Nabisco Masters 1987, facente parte della categoria Grand Prix, ha avuto come vincitori Tomáš Šmíd e Miloslav Mečíř che hanno battuto in finale 6–4, 7–5, 6–7, 6–3 Ken Flach e Robert Seguso.

## Tabellone

### Legenda
| - Q = Qualificato - WC = Wild card - LL = Lucky loser | - ALT = Alternate - SE = Special Exempt - PR = Protected Ranking | - w/o = Walkover - r = Ritirato - d = Squalificato |

### Finali
|  | Semifinali                  | Semifinali                  | Semifinali | Semifinali | Semifinali | Semifinali | Semifinali |  |  | Finale                    | Finale                    | Finale                    | Finale | Finale | Finale | Finale |  |
|  |                             |                             |            |            |            |            |            |  |  |                           |                           |                           |        |        |        |        |  |
|  | Stefan Edberg Anders Järryd | Stefan Edberg Anders Järryd | 6          | 3          | 6          | 3          | 4          |  |  |                           |                           |                           |        |        |        |        |  |
|  | Tomáš Šmíd Miloslav Mečíř   | Tomáš Šmíd Miloslav Mečíř   | 3          | 6          | 2          | 6          | 6          |  |  | Tomáš Šmíd Miloslav Mečíř | Tomáš Šmíd Miloslav Mečíř | Tomáš Šmíd Miloslav Mečíř | 6      | 7      | 6      | 6      |  |
|  | Ken Flach Robert Seguso     | Ken Flach Robert Seguso     | 6          | 6          | 3          | 5          | 7          |  |  | Ken Flach Robert Seguso   | Ken Flach Robert Seguso   | Ken Flach Robert Seguso   | 4      | 5      | 7      | 3      |  |
|  | Sergio Casal Emilio Sánchez | Sergio Casal Emilio Sánchez | 1          | 2          | 6          | 7          | 5          |  |  |                           |                           |                           |        |        |        |        |  |

### 5º posto
|  | Finale 5º posto                    |                                    |   |   |   |  |
|  |                                    |                                    |   |   |   |  |
|  | Paul Annacone Christo van Rensburg | Paul Annacone Christo van Rensburg | 6 | 3 | 6 |  |
|  | Gary Donnelly Peter Fleming        | Gary Donnelly Peter Fleming        | 1 | 6 | 1 |  |

### Gruppo rosso
|  |                                    | Edberg Järryd           | Doohan Warder           | Annacone van Rensburg   | Šmíd Mečíř              | RR W–L | Set W–L | Game W–L | Classifica |
|  | Stefan Edberg Anders Järryd        |                         | 5–7, 6–3, 7–6, 6–2      | 7–6, 6–3, 6–2           | 6–2, 6–7, 6–1, 6–7, 5–7 | 2–1    | 8–4     | 72–53    | 2          |
|  | Peter Doohan Laurie Warder         | 7–5, 3–6, 6–7, 2–6      |                         | 6–7, 6–7, 6–2, 6–4, 6–7 | 6–7, 4–6, 6–4, 2–6      | 0–3    | 4–9     | 66–74    | 4          |
|  | Paul Annacone Christo van Rensburg | 6–7, 3–6, 2–6           | 7–6, 7–6, 2–6, 4–6, 7–6 |                         | 5–7, 6–4, 6–2, 3–6, 4–6 | 1–2    | 5–8     | 62–73    | 3          |
|  | Tomáš Šmíd Miloslav Mečíř          | 2–6, 7–6, 1–6, 7–6, 7–5 | 6–4, 3–6, 6–3, 7–5      | 7–5, 4–6, 2–6, 6–3, 6–4 |                         | 3–0    | 9–5     | 71–71    | 1          |

La classifica viene stilata in base ai seguenti criteri: 1) Numero di vittorie; 2) Numero di partite giocate; 3) Scontri diretti (in caso di due giocatori pari merito ); 4) Percentuale di set vinti o di games vinti (in caso di tre giocatori pari merito ); 5) Decisione della commissione.

### Gruppo blu
|  |                             | Flach Seguso  | Donnelly Fleming   | Casal Sánchez | Davis Pate         | RR W–L | Set W–L | Game W–L | Classifica |
|  | Ken Flach Robert Seguso     |               | 3–6, 6–7, 1–6      | 6–3, 6–3 6–2  | 6–3, 6–2, 6–4      | 2–1    | 6–3     | 46–36    | 1          |
|  | Gary Donnelly Peter Fleming | 6–3, 7–6, 6–1 |                    | 3–6, 4–6, 4–6 | 6–3, 3–6, 6–3, 6–4 | 2–1    | 6–4     | 51–44    | 3          |
|  | Sergio Casal Emilio Sánchez | 3–6, 3–6, 2–6 | 6–3, 6–4, 6–4      |               | 7–6, 6–4, 7–6      | 2–1    | 6–3     | 46–45    | 2          |
|  | Scott Davis David Pate      | 3–6, 2–6, 4–6 | 3–6, 6–3, 3–6, 4–6 | 6–7, 4–6, 6–7 |                    | 0–3    | 1–9     | 41–59    | 4          |

La classifica viene stilata in base ai seguenti criteri: 1) Numero di vittorie; 2) Numero di partite giocate; 3) Scontri diretti (in caso di due giocatori pari merito ); 4) Percentuale di set vinti o di games vinti (in caso di tre giocatori pari merito ); 5) Decisione della commissione.